# 통치구조론
통치구조론은 국가의 통치구조에 대한 규율을 하는 헌법의 부분이다. 공화국의 경우 의회, 대통령, 사법부, 기타 선거관리위원회 내지 감사기관에 대한 규정을 두며 군주국의 경우 대통령 대신 왕실에 관한 규정을 둔다. 대한민국헌법은 제40조 이하에서 통치구조에 관한 규정을 두고 있으며, 3장 국회, 4장 정부, 5장 법원, 6장 헌법재판소, 7장 선거관리, 8장 지방자치로 구성되어 있다. 대한민국의 법학전문대학원의 공법계 필수과목이기도 하다. 

## 통치구조 총론
- 대의제의 원리
- 권력분립의 원리
- 정부형태
- 정당제도
- 선거제도
- 공무원제도
- 지방자치제도

## 통치구조 각론
- 입법부
- 행정부
  - 대통령
  - 국무총리
  - 행정각부
  - 감사원
- 법원
- 헌법재판소
- 선거관리위원회